# Platythyrea micans
Platythyrea micans är en myrart som först beskrevs av Clark 1930.  Platythyrea micans ingår i släktet Platythyrea och familjen myror. Inga underarter finns listade i Catalogue of Life.

## Bildgalleri

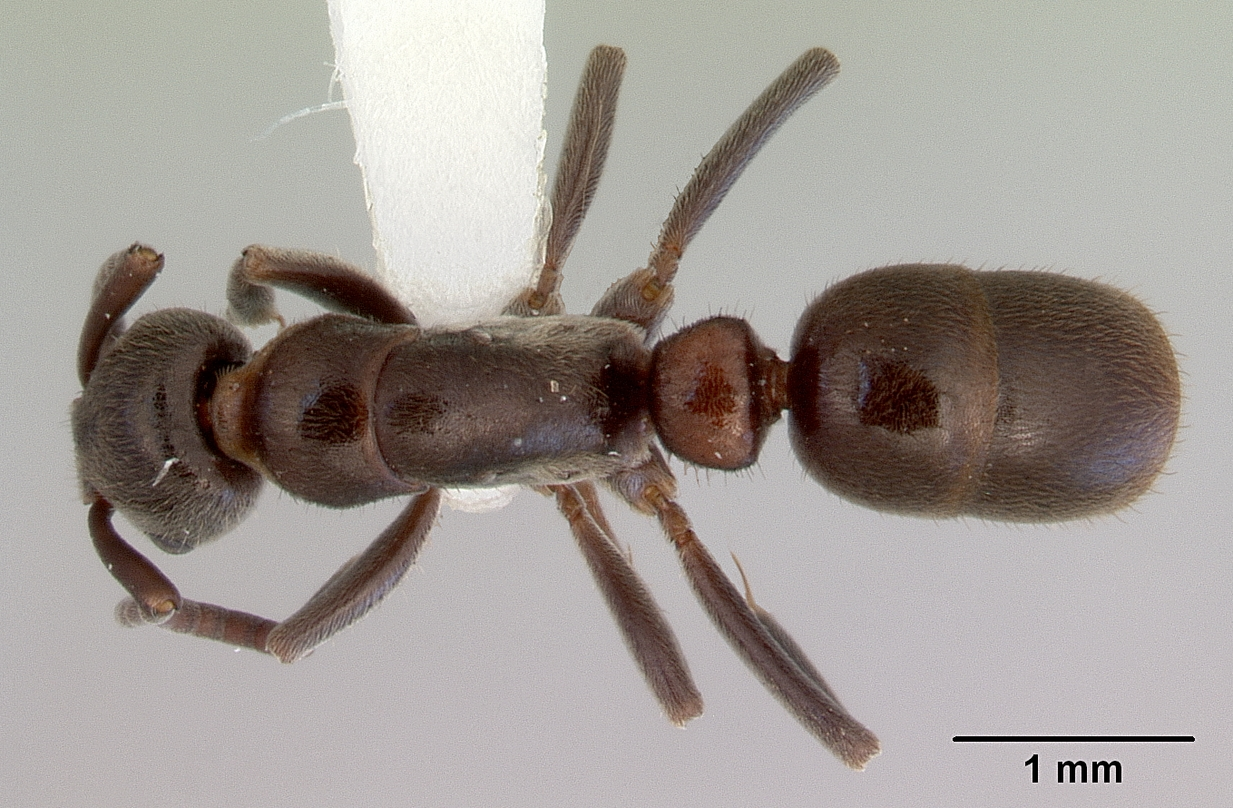
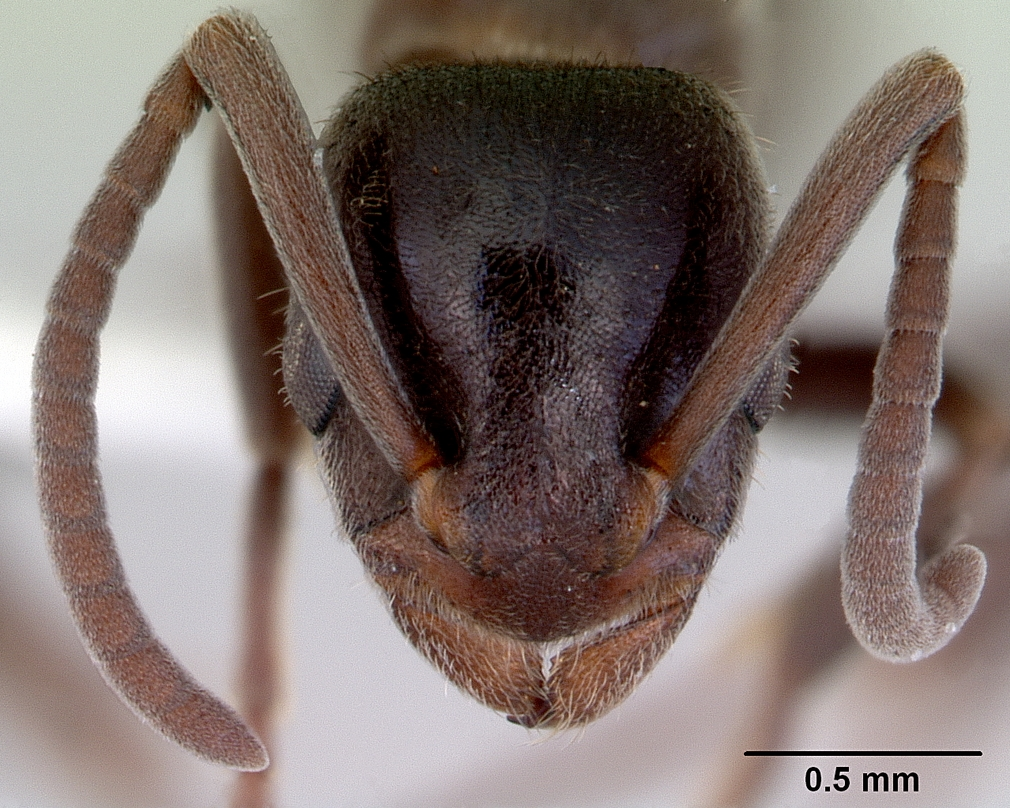
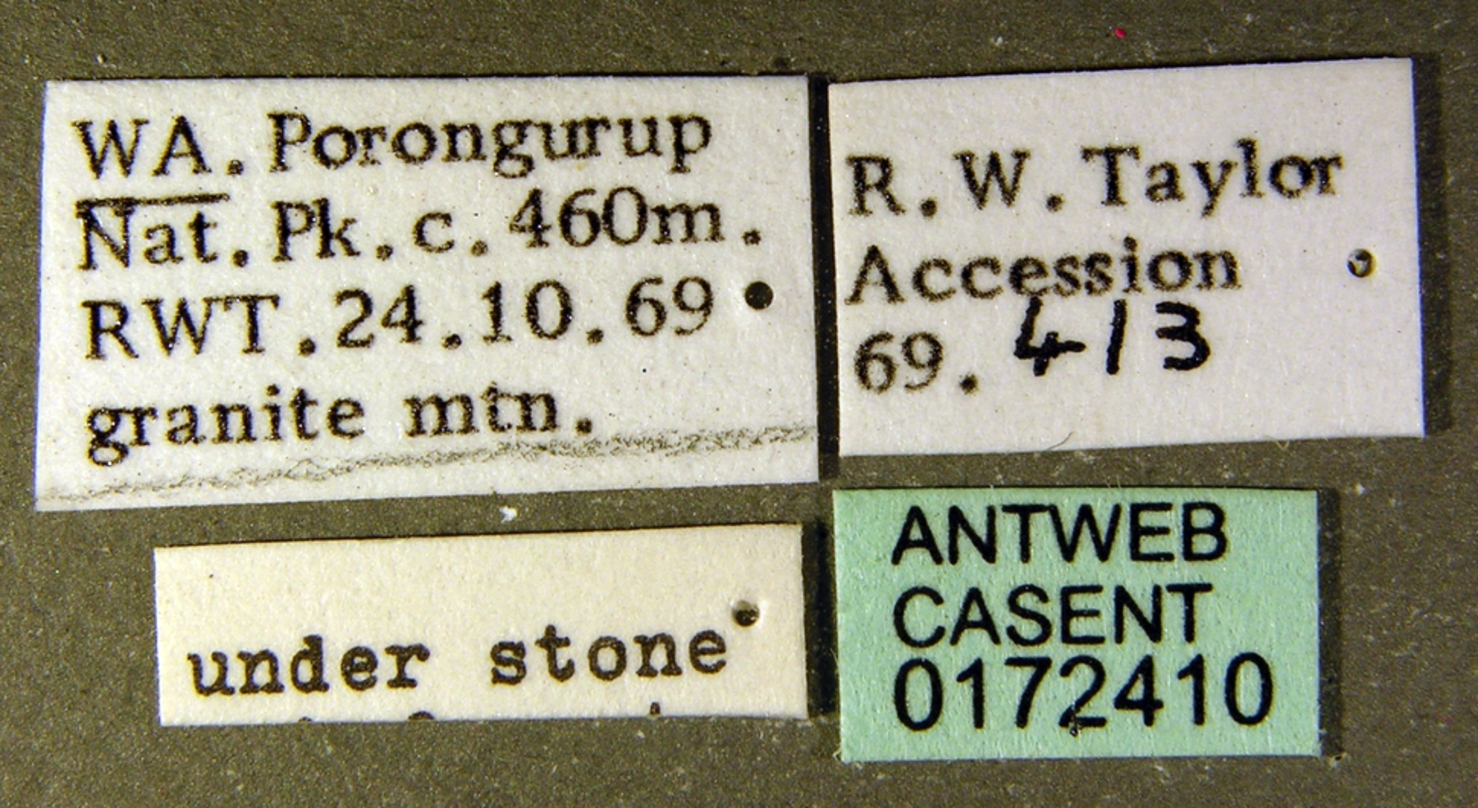
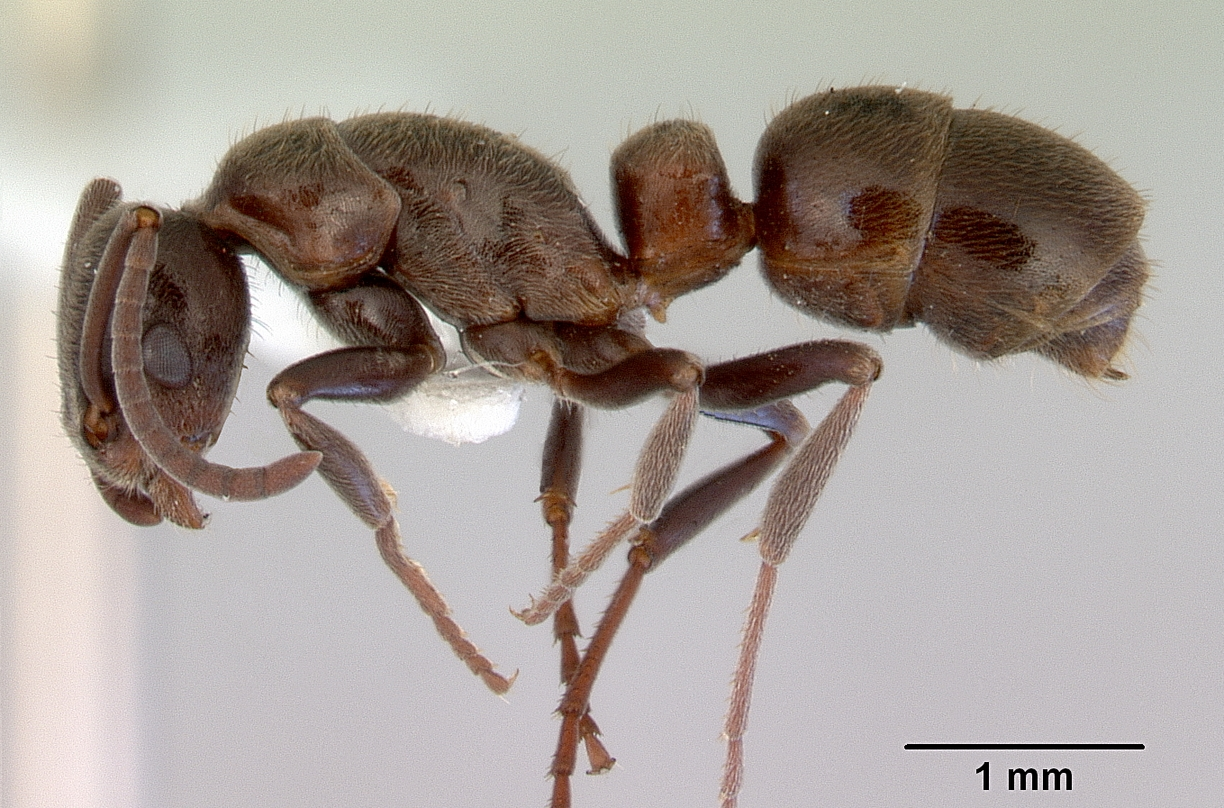